# Asiago Hockey 2019-2020
Questa pagina contiene i dati relativi alla stagione hockeystica 2019-2020 della società di hockey su ghiaccio Asiago Hockey 1935.

## Piazzamenti
- Serie A: 1º posto (6º scudetto)
- Alps Hockey League: sospesa per Pandemia di COVID-19 del 2019-2020 nel mondo

## Roster
| #  | Naz.                                       | Giocatore              | Data di Nascita | Luogo di Nascita | Altezza (cm) | Peso (kg) | Ruolo                   | Stecca (Presa) |
| -- | ------------------------------------------ | ---------------------- | --------------- | ---------------- | ------------ | --------- | ----------------------- | -------------- |
| 35 | Italia (bandiera)                          | Gianluca Vallini       | 27/10/1993      | Bolzano          | 184          | 85        | Portiere                | Sinistra       |
| 3  | Italia (bandiera)                          | Luca Stevan            | 04/06/1997      | Asiago           | 180          | 86        | Portiere                | Sinistra       |
| 29 | Canada-Italia                              | Frédéric Cloutier →→   | 14/05/1981      | St-Honoré        | 183          | 82        | Portiere                | Destra         |
| 3  | Italia (bandiera)                          | Stefano Bortoli        | 15/10/2003      | Asiago           | ?            | ?         | Portiere                | ?              |
| 17 | Italia (bandiera)                          | Lorenzo Casetti        | 14/09/1993      | Trento           | 190          | 80        | Difensore               | Sinistra       |
| 2  | Italia (bandiera)                          | Francesco Forte        | 18/04/1999      | Asiago           | 177          | 67        | Difensore               | Sinistra       |
| 65 | Canada (bandiera) · Italia (bandiera)      | Alex Gellert           | 15/09/1989      | Milano           | 185          | 82        | Difensore/Ala destra    | Destra         |
| 15 | Italia (bandiera)                          | Enrico Miglioranzi (A) | 08/10/1991      | Padova           | 183          | 82        | Difensore               | Sinistra       |
| 28 | Canada (bandiera)                          | Cameron Ginnetti       | 09/06/1998      | Vancouver        | 180          | 86        | Difensore               | Destra         |
| 7  | Italia (bandiera)                          | Alessandro Scalzeri    | 13/01/2000      | Thiene           | 177          | 71        | Difensore               | Sinistra       |
| 37 | Canada (bandiera) · Italia (bandiera)      | Phil Pietroniro        | 27/05/1994      | Prescott         | 185          | 86        | Difensore               | Destra         |
| 11 | Italia (bandiera)                          | Michele Forte          | 11/05/2002      | Asiago           | ?            | ?         | Difensore               | ?              |
| 47 | Canada (bandiera) · Stati Uniti (bandiera) | Chad Pietroniro        | 08/07/1996      | Prescott         | 175          | 77        | Centro/Difensore        | Destra         |
| 55 | Italia (bandiera)                          | Federico Benetti (C)   | 08/06/1986      | Asiago           | 170          | 75        | Ala destra              | Destra         |
| 13 | Italia (bandiera)                          | Davide Dal Sasso       | 13/02/1997      | Asiago           | 180          | 65        | Attaccante              | Sinistra       |
| 51 | Italia (bandiera)                          | Edoardo Lievore        | 21/07/1999      | Asiago           | 184          | 81        | Attaccante              | Sinistra       |
| 95 | Italia (bandiera)                          | Marco Magnabosco       | 12/08/1995      | Asiago           | 167          | 70        | Ala destra              | Destra         |
| 12 | Italia (bandiera)                          | Simone Olivero         | 06/04/1995      | Torino           | 185          | 75        | Ala sinistra            | Sinistra       |
| 91 | Canada (bandiera) · Italia (bandiera)      | Marco Rosa             | 15/01/1982      | Scarborough      | 180          | 83        | Centro                  | Sinistra       |
| 16 | Italia (bandiera)                          | Michele Stevan         | 11/03/1993      | Asiago           | 181          | 79        | Ala                     | Sinistra       |
| 14 | Italia (bandiera)                          | Matteo Tessari (A)     | 30/07/1989      | Asiago           | 184          | 82        | Centro                  | Sinistra       |
| 22 | Slovacchia (bandiera)                      | Marek Vankus           | 27/05/1999      | Dolný Kubín      | 186          | 79        | Centro                  | Sinistra       |
| 21 | Canada (bandiera)                          | Vince Loschiavo        | 21/03/1998      | Winnipeg         | 188          | 86        | Ala destra/Centro       | Destra         |
| 74 | Stati Uniti (bandiera) · Italia (bandiera) | Brandon McNally ←←     | 08/02/1992      | Saugus           | 188          | 97        | Ala destra/ala sinistra | Sinistra       |
| 10 | Canada (bandiera)                          | Steve McParland        | 13/02/1991      | Schreiber        | 180          | 88        | Ala destra/ala sinistra | Sinistra       |
| 67 | Canada (bandiera) · Italia (bandiera)      | Daniel Tedesco ←       | 10/12/1993      | Maple            | 183          | 93        | Ala sinistra            | Sinistra       |
| 9  | Canada (bandiera)                          | Louie Caporusso →      | 21/06/1989      | Toronto          | 175          | 84        | Centro/Ala sinistra     | Sinistra       |
| 6  | Italia (bandiera)                          | Enrico Bitetto         | 27/11/2000      | Cirié            | 185          | 75        | Attaccante              | Destra         |

- Capo allenatore:  Barry Smith fino al 14/01/2020 -  Petri Mattila dal 15/01/2020
- Allenatore dei portieri:  Jorma Valtonen
- Sport Manager:  Renato Tessari

← fino al 29/11/2019

←← fino al 09/01/2020

→ dal 02/12/2019

→→ dal 27/12/2019 (contratto mensile, poi rinnovato, causa infortunio di Gianluca Vallini)